# Hanna Kiper

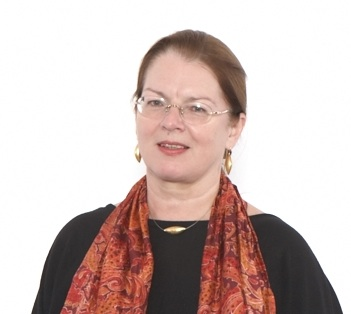
Hanna Kiper

Hanna Kiper, geb. Baumgarten (* 7. Juni 1954 in Hannover) ist eine deutsche Pädagogin.

## Leben
Hanna Kiper studierte an der Pädagogischen Hochschule Niedersachsen, Abteilung Hannover von 1973 bis 1977 und schloss ihr Studium mit dem ersten und 1980 mit dem zweiten Staatsexamen für das Lehramt an Grund- und Hauptschulen ab. Nach ihrer Tätigkeit an Schulen in Hannover und Berlin begann sie 1985 ein Promotionsstudium an der Universität Lüneburg. 1987 wurde sie mit einer Arbeit über Alltagstheorien und Deutungsmuster türkischer Kinder als Grundlage einer Analyse didaktischer Materialien und Konzeptionen am Beispiel des Faches Sachunterricht promoviert. Von 1988 bis 1994 arbeitete sie an der Universität Bielefeld als wissenschaftliche Assistentin. Sie war verantwortlich für Lehrveranstaltungen im Bereich des sozialwissenschaftlichen Sachunterrichts. Hanna Kiper habilitierte sich 1993 an der Fakultät für Pädagogik der Universität Bielefeld. Sie erhielt die venia legendi für Erziehungswissenschaft mit dem Schwerpunkt Schulpädagogik. 1993 erhielt sie einen Ruf an die Universität Frankfurt auf eine Professur für Interkulturelle Pädagogik, den sie ablehnte, und einen Ruf an die Technische Universität Braunschweig auf eine Professur für Schulpädagogik und Allgemeine Didaktik, den sie annahm. Nach ihrer Tätigkeit an der TU Braunschweig von 1994 bis 1998  nahm sie einen Ruf der Universität Oldenburg an. Ab September 1998 bis zu ihrer Emeritierung im Jahr 2015 lehrte und forschte sie am Institut für Pädagogik.
Von Hanna Kiper liegen Veröffentlichungen vor zum interkulturellen Lernen, zum sozialwissenschaftlichen Sachunterricht, zu Fragen der Mitbestimmung und Partizipation (Klassenrat), zur Lehrerbildung und zur Schulpädagogik, Allgemeinen Didaktik und Unterrichtstheorie, zur Unterrichtsplanung und zum selbstregulierten, kooperativen und sozialen Lernen.

## Veröffentlichungen (Auswahl)
- " und sie waren glücklich". Alltagstheorien und Deutungsmuster türkischer Kinder als Grundlage pädagogischer Arbeit im Sachunterricht. Hamburg: EBV Rissen 1987.
- Sexueller Missbrauch im Diskurs. Eine Reflexion literarischer und pädagogischer Traditionen. Weinheim: Deutscher Studienverlag 1994.
- Sachunterricht kindorientiert. Baltmannsweiler: Schneider Hohengehren 1997 (2. Auflage 2001).
- Selbst- und Mitbestimmung in der Schule. Das Beispiel Klassenrat. Baltmannsweiler: Schneider Hohengehren 1997 (2. Auflage 2000).
- Vom >Blauen Engel< zum >Club der Toten Dichter<. Literarische Beiträge zur Schulpädagogik. Baltmannsweiler: Schneider Hohengehren 1998.
- Einführung in die Schulpädagogik. Weinheim, Basel: Beltz 2001.
- Einführung in die Allgemeine Didaktik. Weinheim, Basel: Beltz 2004 (zusammen mit Wolfgang Mischke).
- Einführung in die Theorie des Unterrichts. Weinheim, Basel: Beltz 2006 (zusammen mit Wolfgang Mischke).
- Selbstreguliertes Lernen, Kooperation, soziale Kompetenz. Stuttgart: Kohlhammer 2008 (zusammen mit Wolfgang Mischke).
- Unterrichtsplanung. Weinheim, Basel: Beltz 2009 (zusammen mit Wolfgang Mischke).
- Unterrichtsentwicklung. Ziele – Konzeptionen – Akteure. Eine kritische Sichtung. Stuttgart: Kohlhammer 2012.
- Theorie der Schule. Institutionelle Grundlagen pädagogischen Handelns. Stuttgart: Kohlhammer 2013.
- Als Herausgeberin mit Joachim Nauck: Unterrichten im ersten Schuljahr. Pädagogische Überlegungen, fachdidaktische Grundlagen. Anregungen für die Praxis. Baltmannsweiler: Schneider Hohengehren 1999 (2. Auflage 2002).
- Als Herausgeberin mit Renate Hinz und Wolfgang Mischke: Welche Zukunft hat die Lehrerbildung in Niedersachsen? Beiträge und Dokumentation zum Kongress in Oldenburg 9. und 10. November 2001: Baltmannsweiler: Schneider Hohengehren 2002.
- Als Herausgeberin mit Susanne Miller, Christian Palentien und Carsten Rohlfs: Lernen in heterogenen Lerngruppen. Bad Heilbrunn: Klinkhardt 2008.
- Als Herausgeberin mit Thorsten Bohl: Lernen aus Evaluationsergebnissen. Verbesserungen planen und implementieren. Bad Heilbrunn: Klinhardt 2009.
- Als Herausgeberin mit Waltraud Meints, Sebastian Peters, Stephanie Schlump und Stefan Schmit: Lernaufgaben und Lernmaterialien im kompetenzorientierten Unterricht. Stuttgart: Kohlhammer 2010.